# Eileen Collins
Eileen Collins (Elmira, New York, 19. studenog 1956.), američka astronautkinja. 
Prva žena pilot i zapovjednik Space Shuttlea. Drugo od četvoro djece Jamesa i Rose Marie Collins.

## Astronautska karijera
Collins je prvi puta letjela u svemir 1995. godine kao pilot u misiji STS-63 (Discovery). Tom prilikom se uspješno spojila s ruskom svemirskom stanicom Mir. Za taj uspjeh nagrađena je Harmanovim trofejem. 
 Dvije godine kasnije, također kao pilot sudjelovala je u misiji STS-84 (Space shuttle Atlantis). Njezin treći povijesni let zbio se 1999. godine kada je zapovijedala misijom STS-93 (Space shuttlea Columbia). Tim letom je ušla u povijest kao prva žena zapovjednik Space Shuttlea. Collins je posljednji put letjela u svemir 2005. godine u misiji STS-114 (Space shuttle Discovery).

## Školovanje
Dodiplomski studij iz područja ekonomije i matematike završila je 1978. godine na sveučilištu Syracuse. Također, posjeduje dva magisterija. Prvi je stekla na sveučilištu Stanford 1986. godine iz područja operacijskih istraživanja (operations research), dok je drugi stekla tri godine kasnije, 1989, na sveučilištu Webster iz područja upravljanja svemirskim sustavima (space system management).

## Karijera prije NASA-e
Nakon stjecanja diplome na sveučilištu Syracuse, Collins se zapošljava u Ratnom zrakoplovstvu SAD-a te prolazi pilotsku obuku u zrakoplovnoj bazi Vance u Oklahomi. Po završetku obuke 1979., u dobi od samo 23 godine, postaje prva žena instruktor letenja u Ratnom zrakoplovstvu SAD-a. 1983. godine odlazi kao pilot i instruktor u zrakoplovnu bazu Travis u Kaliforniji gdje ostaje do 1986. godine kada je prebačena u zrakoplovnu akademiju u Colorado Springsu gdje je radila kao instruktor letenja i profesor matematike. Godinu dana prije odlaska u NASA-u prošla je obuku za testne pilote u zrakoplovnoj bazi Edwards u Kaliforniji. Prije nje je obuku za testne pilote prošla samo Jacquelyn Parker 1988. godine.

## Vanjske poveznice
- NASA službena biografija